# John Verlag
Der John Verlag ist seit 2022 ein Imprint der RBmedia, die nach eigenen Angaben der weltweit größte Hörbuchproduzent ist. Der John Verlag war 2005 von dem Journalisten Michael John als Hörbuchverlag gegründet worden.

## Programm
Das Verlagsprogramm ist nicht auf bestimmte Genres begrenzt. Zum Kerngeschäft zählen Hörbuch-Produktionen aus den Bereichen Politik, investigativer Journalismus, Reise, Wirtschafts-Ratgeber sowie die Hörbücher der Reihe „Stadtsagen“.
Im März 2017 erschien der investigative Insider-Report Die Getriebenen. Merkel und die Flüchtlingspolitik des Journalisten Robin Alexander in der Hörbuch-Ausgabe. Das Werk wurde innerhalb weniger Tage zum Bestseller.
Im Oktober 2022 wurde bekannt, dass der international aktive US-Hörbuchverlag RBmedia den Katalog des John Verlags übernehmen werde.
2024 wurde bekannt, dass sich Gründer und Verleger Michael John aus dem Unternehmen zurückgezogen hat. Er prägte das Verlagsprogramm jahrzehntelang maßgeblich.
Bekannte Autoren
- Martin Sonneborn (Satiriker, Politiker)
- Elton John (britischer Musiker und Komponist)
- Joschka Fischer (Politiker)
- James B. Comey (ehem. FBI-Direktor und Jurist)
- Alice Schwarzer (Journalistin)
- Boris Palmer (Politiker)
- Robert Habeck (Politiker)
- Richard C. Schneider (Journalist und Dokumentarfilmer)
- Rüdiger Frank (Nordkorea-Experte)
- Rafael Buschmann (Journalist und Wissenschaftler), Football Leaks
- Hans Fricke (deutscher Biologe und Tierfilmer)
- Gisela Friedrichsen (Gerichtsreporterin und Autorin)
- Robin Alexander (Journalist), Die Getriebenen: Merkel und die Flüchtlingspolitik
- Markus Feldenkirchen (Journalist)
- Reinhard K. Sprenger (Autor von Managementliteratur)
- Sina Trinkwalder (Unternehmerin)
- Tuvia Tenenbom (israelisch-amerikanischer Autor und Regisseur)
- Harry Frankfurt (Professor für Philosophie an der Princeton University)
- Alexander Wendt (Journalist)

als Sprecher waren für den Verlag u. a. tätig
- Erich Wittenberg
- Martin Wehrmann
- Helmut Winkelmann
- Nick Benjamin
- Mark Bremer (Schauspieler)
- Reinhard Kuhnert (Schriftsteller)
- Uve Teschner (Hörbuchsprecher)
- Stefan Krause (Synchronsprecher)
- Marion von Stengel (Schauspielerin)
- Michael Nowack (Theaterschauspieler/Staatstheater Nürnberg)
- Mathias Bauer (Sprecher bei PHOENIX).[4]

## Belege
1. ↑  Website von RBmedia
2. ↑  Robin Alexander über sein Buch Die Getriebenen (Memento vom 17. März 2017 im Internet Archive) bei Markus Lanz, ZDF, 16. März 2017
3. ↑  RBmedia übernimmt John Verlag. Börsenblatt, 7. Oktober 2022, abgerufen am 6. November 2022.
4. ↑  Archivierte Kopie (Memento vom 1. Juni 2011 im Internet Archive)